# 松代松之助

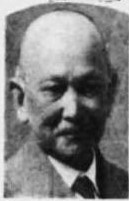
松代松之助

松代 松之助（まつしろ まつのすけ、1867年10月21日（慶應3年9月24日） - 1948年4月22日）は、日本の技術者。1898年に日本で初めて無線電信通信の実験に成功した。

## 経歴
京都府出身。1887年（明治20年）に東京に出て工学を修め逓信省において通信技師となった。そこで無線電信の研究を行った。1898年に日本初の無線電信通信の実験に成功した他、海軍から要請され、木村駿吉らとともに三四式無線機（三六式無線機の前身）を製作している。
1905年（明治38年）に官を辞して日本電気に招聘され、同社を大阪支社を創立し支店長となった。その後、同社の取締役を務めた。守谷商会の監査役も務めた。
従六位を受位し、勲五等双光旭日章を受章している。

## 家族
4人の息子と4人の娘をもうけた。
長女の照子は、守谷吾平の長男である正毅に嫁ぎ、二女の春は、大塚栄吉の長男である肇に嫁いだ。